# Zygmunt Izdebski
Zygmunt Izdebski, ps. „Cień Teresa” (ur. 15 listopada 1925 w Rybczy, zm. 26 września 1952 w Gdańsku) – żołnierz, później oficer Ludowego Wojska Polskiego, porucznik Polskiej Organizacji Podziemnej „Wolność” (1951). Stracony za udział w konspiracji antykomunistycznej.

## Dzieciństwo i młodość
Zygmunt Izdebski urodził się 15 listopada 1925 roku we wsi Rybcza (powiat krzemieniecki, województwo wołyńskie) w rodzinie Józefa i Franciszki z domu Bolechowskiej. Ojciec był pracownikiem folwarku a także prowadził własne, niewielkie gospodarstwo rolne.
Ukończył siedem klas szkoły powszechnej. W czasie wojny mieszkał z rodzicami w Rybczy pracując w gospodarstwie.

## Ludowe Wojsko Polskie
W marcu 1944 roku został zmobilizowany do Ludowego Wojska Polskiego. Wytypowano go do szkoły oficerskiej w Riazaniu, którą ukończył w stopniu podporucznika w październiku 1944 roku. Został oddelegowany na front – był dowódcą kompanii w 15 pułku piechoty 2 Armii LWP. Brał udział w walkach pod Dreznem i na terenie Czechosłowacji. Był trzykrotnie ranny. Odznaczony srebrnym medalem „Zasłużonym na Polu Chwały” i Krzyżem Wojennym Czechosłowackim 1939.
W 1945 roku awansowany do stopnia kapitana. W okresie od kwietnia do listopada 1946 roku studiował w Wyższej Szkole Piechoty w Rembertowie, a następnie został mianowany dowódcą baterii moździerzy w 15 pułku piechoty. W lutym 1948 roku został komendantem powiatowym Powszechnej Organizacji „Służba Polsce” w Strzelcach Krajeńskich. Dowodził również PO SP w innych miastach, a następnie, po ukończeniu kursu dowódców brygad, został dowódcą 18 Brygady SP w Gdyni-Orłowie (od 25 marca 1950 r.). Od 1947 roku był członkiem Polskiej Partii Robotniczej, a następnie PZPR.

## Polska Organizacja Podziemna „Wolność”
We wrześniu 1950 roku przystąpił do POP „Wolność”. Dostarczył konspiratorom małokalibrowy karabin z amunicją, petardy i inne środki wybuchowe. Uczestniczył w przygotowaniach do zamachu na siedziby Towarzystwa Przyjaźni Polsko-Radzieckiej w Gdańsku i Gdyni. 28 października 1950 r. w czasie zebrania TPPR wrzucono do lokali petardy, wywołując popłoch wśród zgromadzonych. Izdebski przekazywał również organizacji informacje na temat działaczy PZPR w PO SP na terenie Gdyni. Od stycznia 1951 roku został mianowany komendantem wojewódzkim PO SP w Opolu, gdzie usiłował (bezskutecznie) założyć filię POP „Wolność”. Od czasu przeprowadzki przestał być czynnym konspiratorem ale utrzymywał kontakt korespondencyjny z komendantem organizacji – Bolesławem Tarnowskim, ps. „Wiktor”.
20 lipca 1951 r. w czasie spotkania członków organizacji w Gdyni (gdzie Izdebski przebywał na urlopie) został wraz z 2 innymi członkami mianowany na stopień porucznika organizacji. Otrzymał również dyplom uznania i nagrodę pieniężną za pracę na rzecz POP „Wolność”.

## Aresztowanie, wyrok i śmierć
6 grudnia 1951 roku został aresztowany przez funkcjonariuszy Urzędu Bezpieczeństwa w Opolu i przewieziony do Gdańska do aresztu karno-śledczego przy ul. Kurkowej. Jego sprawa została włączona do sprawy Bolesława Tarnowskiego i pozostałych członków POP „Wolność”. 24 kwietnia 1952 roku został skazany na śmierć oraz utratę praw publicznych i przepadek mienia przez Wojskowy Sąd Rejonowy w Gdańsku. Wyroki śmierci otrzymało też siedmiu innych członków organizacji, pozostałych skazano na kary wieloletniego więzienia. Ojciec Zygmunta Izdebskiego wystosował do prezydenta Bieruta prośbę o łaskę, pod którą podpisało się kilkudziesięciu mieszkańców wsi Mąkosze, w której mieszkał. Prezydent nie skorzystał z prawa łaski.
Wyrok śmierci wykonano przez rozstrzelanie 26 września 1952 roku o godzinie 18:40. Przy egzekucji był obecny prokurator wojskowy mjr Jan Szkukuć. Razem z Izdebskim stracono dwóch innych członków organizacji – komendanta Bolesława Tarnowskiego i Jana Chołuja.
Ciało nie zostało wydane rodzinie. Ciała spoczywają na Cmentarzu Centralnym „Srebrzysko” w Gdańsku.